# 수단 생명선 작전

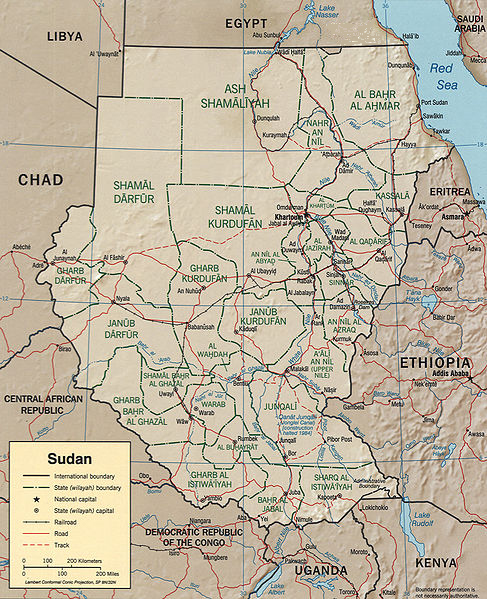
수단의 정치 지도

수단 생명선 작전(Operation Lifeline Sudan, OLS)은 유니세프와 세계 식량 계획을 중심으로 하는 UN 기구와 수단 남부에서 작전중인 약 35개의 비정부기구들이 전쟁 피해와 가뭄으로 고통받는 수단의 남부에 인도적 지원을 제공한 작전이다. 1989년 4월 수단 정부와 남부 수단 반란군 간의 전쟁인 제2차 수단 내전으로 인한 피해와 기근, 다른 인도적 결과에 대한 대응으로 수행되었다. 이는 유엔, 수단 정부, 수단 인민 해방 운동/군대(SPLM/A) 간의 협상에 따른 결과로, 각자의 위치나 정치적 성향과 상관없이 도움이 필요한 모든 민간인들에게 인도주의적 지원을 제공했다. 1991년에 에티오피아의 이탕에서 10만명이 넘는 사람들이 귀환하였다.
로키코지오는 OLS의 중심 작전 허브였다. 

## 참고 문헌
- Clapham, Christopher (ed. ) African Guerrillas (옥스포드, 1998) ISBN 0-85255-815-5
- 유엔 홈페이지의 수단 생명선 작전
- Conciliation Resources, 2005.  2019-01-30 확인됨.
- Taylor-Robinson, "Operation Lifeline Sudan", "J Med Ethics. 2002 Feb; 28 (1) : 49-51.